# Tarcísio José Martins
Tarcísio José Martins (Moema-MG, 1949) é um advogado, poeta, romancista e historiador brasileiro, nascido em Moema-MG. Realiza trabalho de pesquisa às fontes primárias, desvendando fatos obscuros que rodeiam a história dos anos setecentos de Minas Gerais, São Paulo e Goiás, destacando-se a histórica Confederação Quilombola que ficou conhecida como Quilombo do Campo Grande.

## Biografia
Nascido órfão de pai este moemense, com menos de dois anos mudou-se com a família para Uberaba-MG, onde terminou o curso primário no Grupo Escolar Minas Gerais e, simultaneamente, a Admissão ao Ginásio, no Colégio Cristo Rei. Com 13 anos mudou-se, também com a família, para São Paulo, onde foi operário, bancário e auditor. Cursou o Ginásio no Ginásio Estadual do bairro de Itaim Paulista - GEIP. Passados dez anos sem estudar, prestou madureza do colegial e vestibular pela FUVEST conquistando de uma só vez, ao final do ano de 1977, o diploma do segundo grau e o ingresso na Faculdade de Direito da Universidade de São Paulo, bacharelando-se em Direito Penal e Criminologia no ano de 1982. 
Na Velha Academia aprofundou sua capacidade literária, tendo escrito diversos contos, poemas e artigos e presidido a sua famosa Academia de Letras.
Em 1987, patrocinado pela Prefeitura Municipal de Moema, publicou o livro Moema - Origens do Doce, livro que resgatou à cidade sua história até então esquecida.
Em 1990 abandonou sua carreira de auditor para dedicar-se às pesquisas do Campo Grande e trabalhar como advogado autônomo.
Em 1995 publicou o livro Quilombo do Campo Grande - A História de Minas Roubada do Povo, baseado em árduas pesquisas em arquivos primários e atenta comparação com bibliografias consagradas.
Por volta de 1997, através de seu site pessoal  disponibilizou gratuitamente o livro de Moema, suas obras de poesia e o romance histórico de sua autoria.
Em 2002, com a finalidade de divulgar as descobertas do Campo Grande, criou o site MGQUILOMBO, onde publicou artigos, fotos e documentos que corroboram os fatos levantados em seu livro anterior.
Em 2008, depois de ter aprofundado suas pesquisas em mais documentos e com análise minuciosa da geografia, lançou o livro Quilombo do Campo Grande - A História de Minas que se Devolve ao Povo. Tendo a edição se esgotado em maio de 2010, o autor disponibilizou gratuitamente o seu texto no site mgquilombo e no Google Livros.
Em 2009, proferiu palestra intitulada "Confederação Quilombola do Campo Grande: documentação e pesquisa nas Minas setecentistas" na cidade de Belo Horizonte-MG, sendo, em 24 de setembro, com o apoio do GruMEL, no Salão Nobre do Instituto Histórico e Geográfico de Minas Gerais - IHGMG e, em 20 de novembro, a convite do SINDIFES-BH, no Salão Nobre da Faculdade de de Medicina da UFMG - Universidade Federal de Minas Gerais. Em 02 e 03 de dezembro, a convite do GEAALC, ministrou parte do curso "Quilombos do Brasil" na cidade de Salvador-BA, promovido pela Universidade do Estado da Bahia - UNEB, no Salão Nobre da Academia de Letras da Bahia. Viu frutificar com muita satisfação, por iniciativa do Povo da Cidade de Cristais-MG, através da sua Câmara dos Vereadores e do seu Poder Executivo, a Lei Municipal nº 1.504 de 10 de novembro de 2009, que recuperou e tombou a  Toponímia de todo o conjunto histórico da Primeira Povoação do Ambrósio, naquele município. Conjuntamente a esta Lei, o Conselho Municipal do Patrimônio Cultural e a Diretoria Municipal de Educação e Cultura de Cristais-MG, publicaram a cartilha "O Segredo do Rei Ambrósio", a ser distribuída a todas as escolas de 1º e 2º graus deste e de outros municípios vizinhos.
Em 11 de outubro de 2010 sofreu infarto agudo do miocárdio. Durante o tempo em que ficou internado em enfermarias e UTI, escreveu livro fechando uma trilogia do Quilombo do Campo Grande, agora com o subtítulo “Ladrões da História”, que publicou em setembro 2011
Por conta de seu trabalho documentado sobre a localização do Palanque do Rei Ambrósio, atacado em 1746 pelas tropas de Gomes Freire, a Prefeitura Municipal de Formiga-MG tombou o local chamado "Morro das Balas", marcando o centro de um conjunto toponímico que, abrangendo as cidades mineiras de Arcos, Pains, Formiga e Cristais, indica os sítios onde a documentação e mapas antigos apontam que ali se localizava o famoso Palanque defensor do Quilombo do Ambrósio.

## Méritos
- Foi sócio correspondente do Instituto Histórico e Geográfico de Minas Gerais - IHGMG, desde 27.04.2002[16].
- Medalha João Pinheiro conferida pelo IHGMG em 27.04.2002, "por seus méritos e relevantes serviços prestados à cultura".
- Medalha Santos Dumond conferida pelo Governo Mineiro em 23.10.2004, pelo trabalho realizado em prol da cultura mineira.
- Medalha Israel Pinheiro conferida pelo IHGMG em 17.12.2005, "por seus méritos e relevantes serviços prestados à cultura".
- Recebeu da Câmara Municipal de Cristais-MG, em 17.12.2010, certificados de moção de reconhecimento e do título de cidadão honorário pelo trabalho de pesquisa que comprovou ser a região do município o local onde ficava a Primeira Povoação do Quilombo do Ambrósio, atacada em 1746.
- Foi sócio efetivo do Instituto Histórico e Geográfico de Minas Gerais, empossado em 17.09.2011, cadeira nº 92, tendo como patrono o engenheiro negro Teodoro Sampaio, até 24.04.2017, quando pediu desligamento.
- Colar de Mérito Cívico Joaquim José da Silva Xavier, "Alferes Tiradentes", conferida pela Ordem dos Cavaleiros da Inconfidência Mineira em 17.09.2011.

## Obra
- Moema - As Origens do Povoado do Doce
- Sesmaria - Cruzeiro, O Quilombo das Luzes
- Quilombo do Campo Grande - A História de Minas Roubada do Povo
- Renovos de Mim de Minas
- Psicopoesias
- Quilombo do Campo Grande - A História de Minas que se Devolve ao Povo
- Quilombo do Campo Grande - Ladrões da História
- Minas Gerais - Origens (1674 a 1710)
- Roubando a História, matando a Tradição: Carta da Câmara da Vila de Tamanduá à Rainha – 1793
- Minas Gerais - Capitania de São Paulo e Minas do Ouro (1710 a 1721)
- Minas Gerais - Capitania das Minas do Ouro (1721 a 1734)
- Dezenas de artigos no site do MGQUILOMBO[17]